# جوناس بلوكويت
جوناس بلوكويت هو ممثل بلجيكي ولد في 10 يوليو 1992.